# Ayano Shibuki
Ayano Shibuki (jap. 渋木綾乃 Shibuki Ayano; ur. 29 marca 1941 w Okaya) – japońska siatkarka, medalistka olimpijska.

## Osiągnięcia reprezentacyjne
- Igrzyska Olimpijskie 1964